# Bassercles

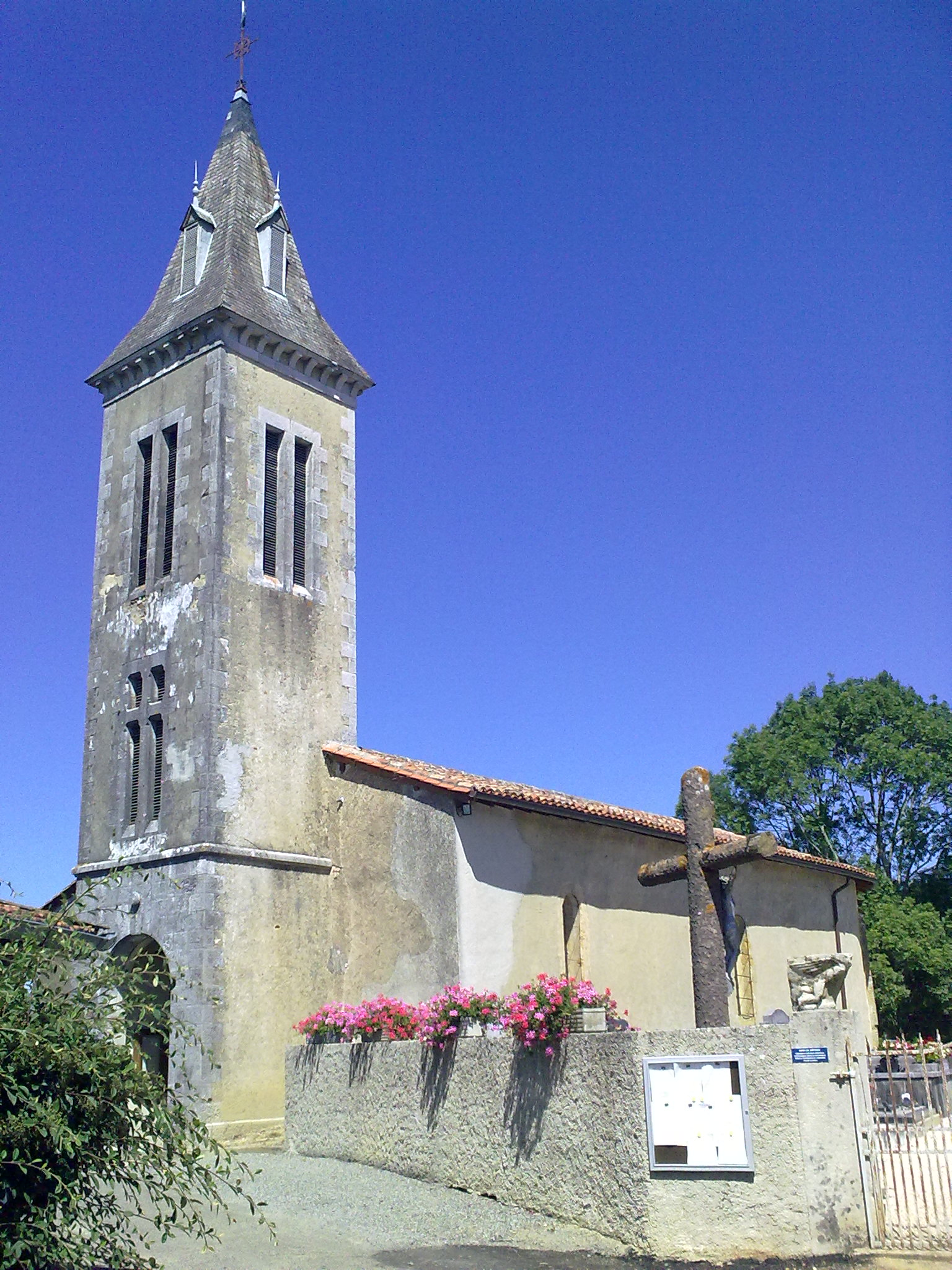
Kerk

Bassercles is een gemeente in het Franse departement Landes (regio Nouvelle-Aquitaine) en telt 113 inwoners (2009). De plaats maakt deel uit van het arrondissement Dax.

## Geografie
De oppervlakte van Bassercles bedraagt 6,7 km², de bevolkingsdichtheid is dus 16,9 inwoners per km².
De onderstaande kaart toont de ligging van Bassercles met de belangrijkste infrastructuur en aangrenzende gemeenten.

## Demografie
Onderstaande figuur toont het verloop van het inwonertal (bron: INSEE-tellingen).